# The Best Man (film 1914 Brabin)
The Best Man è un cortometraggio muto del 1914 diretto da Charles Brabin.

## Produzione
Il film fu prodotto dalla Edison Company.

## Distribuzione
Distribuito dalla General Film Company, il film - un cortometraggio in due bobine - uscì nelle sale cinematografiche degli Stati Uniti l'11 dicembre 1914.